# Moses Mendelsohn
Moses Mendelsohn (geboren am 13. August 1782 (andere Angabe: 25. Juli 1783) in Hamburg; gestorben 1861 ebenda) war ein deutscher Autor.

## Leben

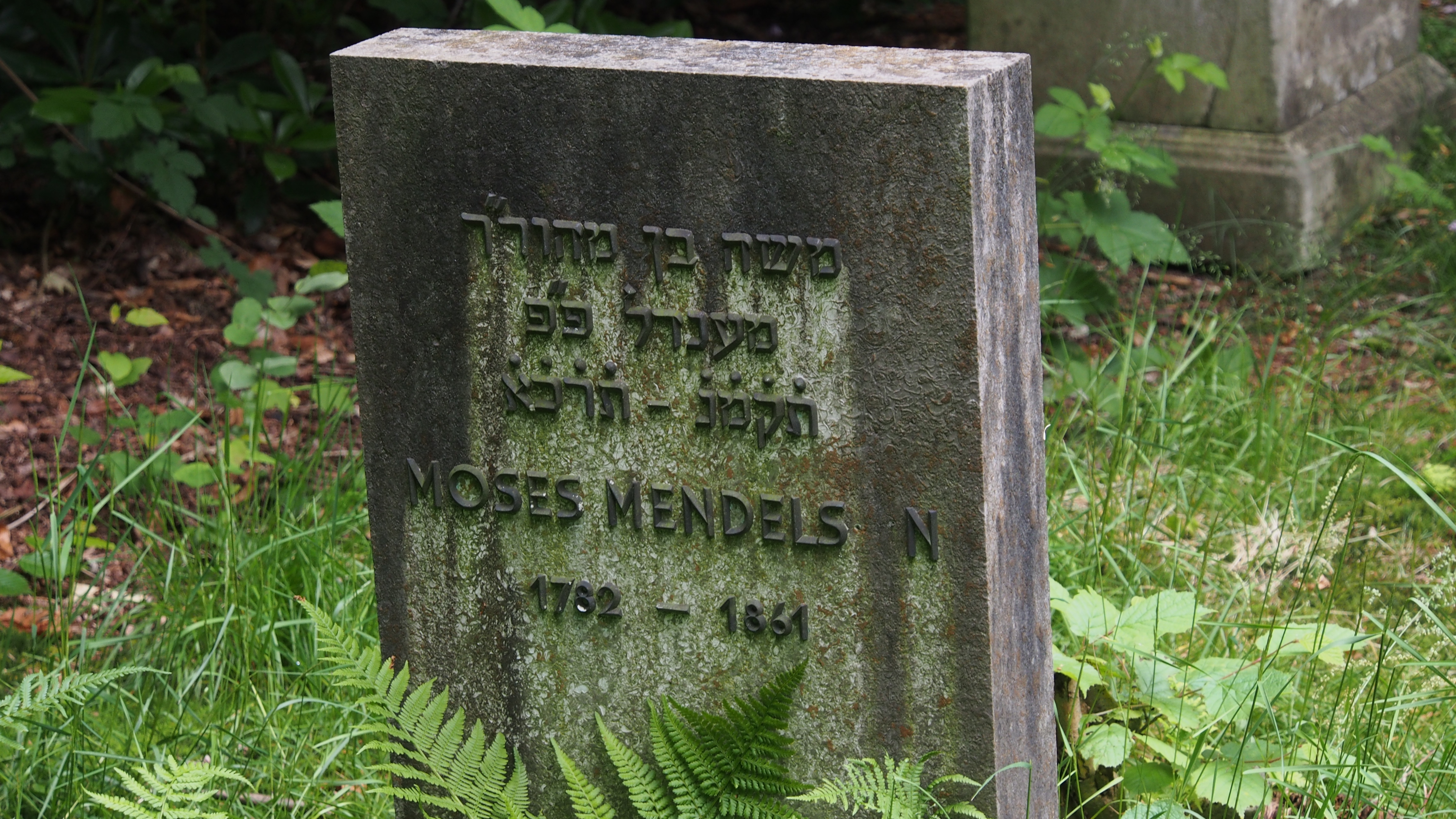
Gedenkstein „Moses Mendelson“, Jüdischer Friedhof Ilandkoppel

Mendelsohn war ein Sohn von Mendel Hirsch und Zipora, geborener Lewin. Verheiratet war er mit Rachel / Fögelchen Philipp Neustädtel.
Mendelsohn verfasste einige Bücher und war Mitarbeiter bei wichtigen jüdischen Zeitschriften, wie Cohens Ha-Meassef, Philippsons Allgemeiner Zeitung des Judentums und Fürsts Der Orient.
In der Ehrenanlage im Bereich „Grindelfriedhof“ auf dem Jüdischen Friedhof Ohlsdorf (Ilandkoppel) wird mit Gedenksteinen an Moses Mendelson und seine Frau erinnert.

## Werke
- Uebersetzung von Campes „Entdeckung Amerikas“. Altona 1807.
- Haggadische Erklärung des Pentateuch für Israeliten beiderlei Geschlechts. Stuttgart 1840–42.
- Welt-Ansichten, ein Diwan humoristischen und ernsthaften Inhalts. Prag.
- Die Synagoge zu Hamburg, wie sie war und wie sie sein sollte. Kopenhagen 1842.